# Xã Orange, Quận Noble, Indiana
Xã Orange (tiếng Anh: Orange Township) là một xã thuộc quận Noble, tiểu bang Indiana, Hoa Kỳ. Năm 2010, dân số của xã này là 3.911 người.